# El Zapotal
El Zapotal es una zona arqueológica de la cultura Totonaca, ubicada en la región conocida como Mixtequilla, que se localiza entre los ríos Blanco y Papaloapan en el Municipio Ignacio de la Llave, Veracruz, México. 
Su hallazgo ha sido de gran trascendencia para el conocimiento de las antiguas culturas de Veracruz y México.
Se piensa que el sitio fue habitado por la cultura Totonaca, en el sitio se encontró un conjunto de grandiosas figuras de cerámica, entre estas la escultura de Mictlantecuhtli, Dios de la Muerte.
Las diferentes esculturas estaban acompañadas por un osario compuesto de un centenar de figurillas de barro, entre las que destacaban las llamadas caritas sonrientes y un conjunto de mujeres con el torso desnudo, a las que se denominó "Las Señoras de la Tierra", como representaciones de Cihuateotl.
El Zapotal se encuentra actualmente sobre una ciudad totonaca en ruinas, que floreció en los años 600 a 900 de nuestra era, en el periodo que llaman los arqueólogos "clásico".

## Historia
Tres culturas autóctonas poblaron al territorio del hoy estado de Veracruz: los huastecos, los totonacas y los olmecas, que a decir de algunos investigadores, fueron una vasta comunidad de pueblos emparentados étnica y culturalmente.
El área ocupada por los huastecos abarcaba desde el sur de Tamaulipas, parte de San Luis Potosí, Querétaro, Puebla e Hidalgo y por el sur el río Cazones. Los restos más antiguos de esta cultura se han encontrado en la zona de Pánuco.
En el centro del estado se asentó la cultura totonaca, su principal centro ceremonial fue El Tajín, mientras que la Cultura Olmeca, se asentó en la parte sur del estado, colindante con Tabasco.
El huasteco fue uno de los pueblos que menos se desarrolló en el estado, a causa de las constantes invasiones que sufría por parte de los pueblos bárbaros del norte, que incursionaban en busca de víveres, por lo que existen escasos vestigios de sus edificaciones ceremoniales, si acaso el Castillo de Teayo que algunos identifican también como Totonaca ubicado a 38 km al norte de Poza Rica.

### La cultura Totonaca

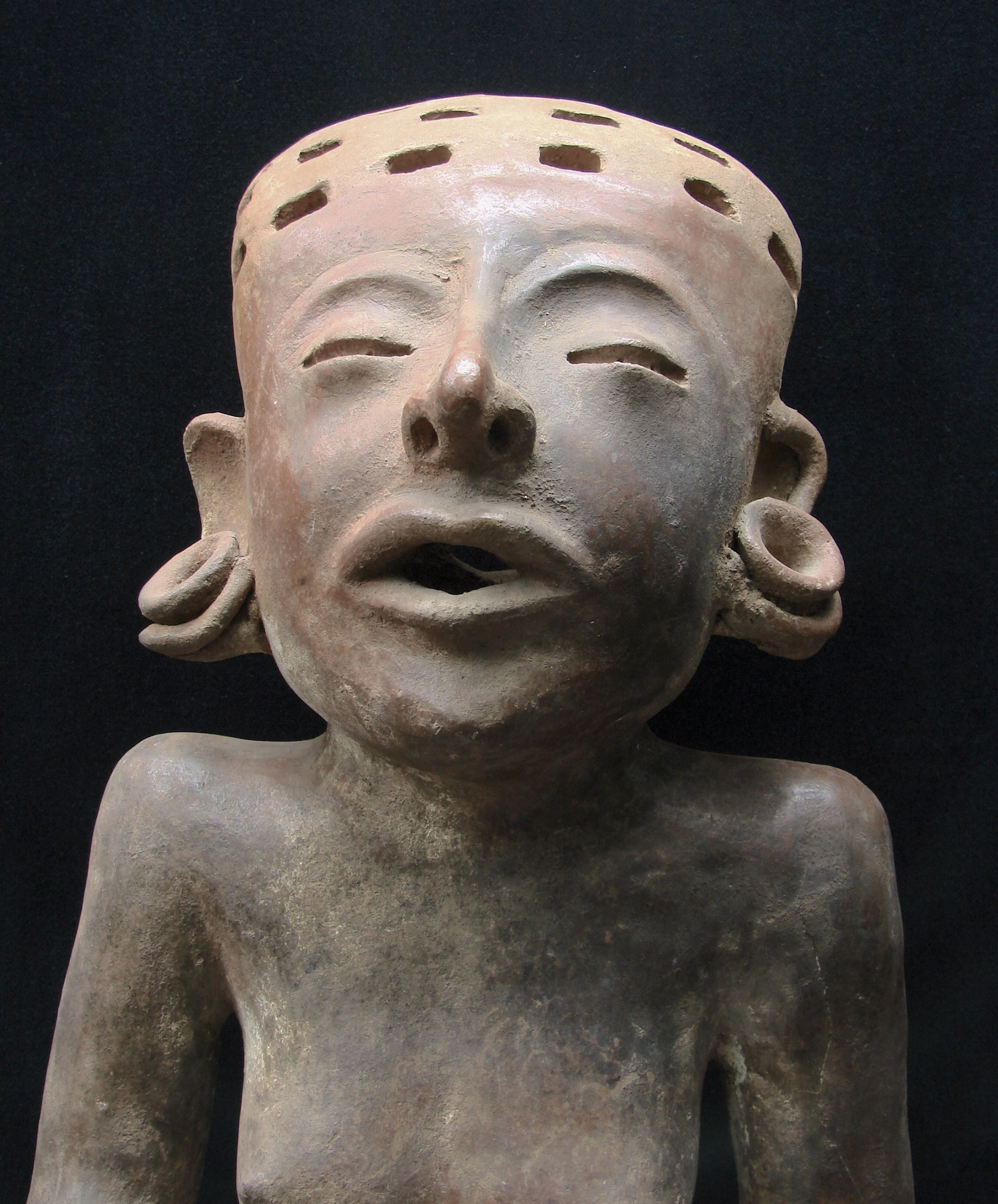
Cerámica Totonaca.

Los totonacas son un pueblo indígena mesoamericano de la zona de Veracruz  en México. Formaban una confederación de ciudades; pero hacia principios del siglo XVI se encontraban bajo el dominio de los mexicas. Su economía era agrícola y comercial y tuvieron grandes centros urbanos:
La cultura Totonaca (hay quien traduce la palabra totonaco, como ‘tres corazones’, en referencia a los tres centros que animan esta cultura) destaca por la cerámica muy variada, la escultura en piedra, la arquitectura monumental y avanzada concepción urbanística de las ciudades.
En 1519 tuvo lugar una reunión entre 30 pueblos totonacas en la Ciudad de Zempoala. Ello sellaría para siempre su futuro y el de todas las naciones mesoamericanas. Se trata de la alianza que establecieron con el conquistador español Hernán Cortés para marchar juntos a la conquista de Tenochtitlan. Los totonacas voluntariamente aportaron 13 000 guerreros a la empresa de Cortés, que por su parte, se hacía acompañar de unos 500 españoles. El razonamiento de los totonacas fue que los españoles los liberarían del yugo mexica, pero una vez lograda la derrota del imperio mexica, los totonacas, incluidos los de Cempoala, fueron sometidos al Imperio español, y a continuación evangelizados y en parte aculturizados por las autoridades virreinales primero y mexicanas después.
Los totonacas se desarrollaron en la parte central de Veracruz y hacia el clásico tardío, su área ocupacional llegaba al sur hasta la cuenca del río Papaloapan, al oeste a los municipios de Acatlán estado de Oaxaca, Chalchicomula estado de Puebla, el Valle de Perote, las sierras de Puebla y de Papantla y las tierras bajas del río Cazones. Lo más relevante de la cultura totonaca se alcanzó durante el clásico tardío cuando construyeron centros ceremoniales como El Tajín, Yohualichán, Nepatecuhtlán, Las Higueras, Nopiloa y el Zapotal.
Son admirables los adelantos y perfección de formas alcanzados en la elaboración de yugos, palmas, hachas, serpientes cobra, caritas sonrientes y las esculturas monumentales de barro. Al parecer, los totonacas formaron parte del imperio de Tula y a partir de 1450 fueron conquistados por los nahoas de la Triple Alianza y se unieron a las tropas.

## El lenguaje
Las lenguas totonacanas o totonaco-tepehuas son una familia de lenguas de Mesoamérica formada por unas siete lenguas. Es hablado por los indígenas totonacos, que habitan en la sierra Madre Oriental entre los estados mexicanos de Puebla y Veracruz, principalmente. La comunidad lingüística del totonaco llega a los 200 mil hablantes, que la convierten en una de las más amplias de México. Aunque los primeros estudios clasificatorios de las lenguas indígenas mexicanas ubicaban a este idioma como parte de la familia maya (como en el caso de Manuel Orozco y Berra), las investigaciones más recientes han demostrado que la evidencia que sustenta esa hipótesis es muy pobre, razón por la que ha pasado a constituir una familia separada con el idioma tepehua.
Aunque normalmente se considera que la familia totonacana está conformada por dos lenguas diferentes —totonaco y tepehua—, cada una de estas lenguas puede ser considerada como una familia de dialectos que no siempre son mutuamente inteligibles. La siguiente clasificación comienza a ser más ampliamente aceptada.
- Totonaco
  - Totonaco de Papantla
  - Totonaco del centro-norte
  - Totonaco del centro-sur
  - Totonaco de Misantla

- Tepehua
  - Tepehua de Tlachichilco
  - Tepehua de Huehuetla
  - Tepehua de Pisaflores

Como muchas lenguas indígenas de México, los idiomas totonacanos han sido reemplazados lentamente por el idioma español. Sin embargo, la variedad misanteca del totonaco es la que se encuentra en mayor peligro de desaparecer. Los otros idiomas continúan siendo hablados en varias comunidades de los estados de Puebla, Veracruz, Hidalgo y San Luis Potosí.
El totonaco es una (macro)lengua perteneciente a la familia familia totonaco-tepehua, que englobaría las siguientes variantes:
- Totonaco de Misantla, hablado en Misantla, Yecuatla y Atexquilapan (Naolinco).
- Totonaco de Papantla, hablado en Papantla, El Tajín, El Carbón y El Escolín.
- Totonaco de la Sierra, hablado en Zapotitlán y Coatepec.
- Totonaco septentrional, hablado en Apapantilla y Patla-Chicontla.

## Descubrimiento
Se descubrió en 1971, con una de las más bellas e impactantes esculturas de cerámica prehispánica. El sitio fue habitado por los totonacas. El descubrimiento incluyó varios entierros humanos, con ofrendas de figuras de barro entre las que destacaba un grupo de mujeres con el torso desnudo, identificadas como representaciones de la señora de la tierra: Cihuatéotl, las cuales hoy se exhiben en el Museo de Antropología de Jalapa.
Ya había noticias de grandes figuras de mujeres y de diosas modeladas en arcilla en los alrededores de la Laguna de Alvarado, en el municipio de Ignacio de la Llave, Veracruz.
Se sabía que esta región era muy rica en vestigios arqueológicos.

## El sitio

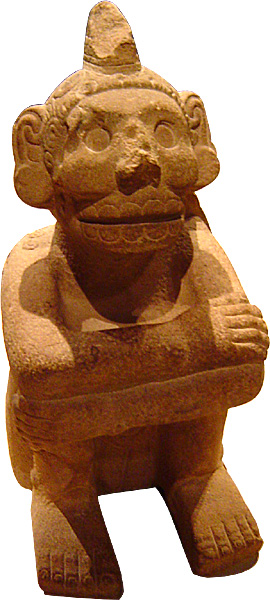
Estatuilla sedente de Mictlantecuhtli, en el Museo Británico de Londres.

El Zapotal es un gran sitio totonaco, cuyo auge parece haber ocurrido a fines del periodo Clásico tardío y Posclásico temprano. Aunque contiene un conjunto numeroso de edificios (como es típico en México) sólo unos cuantos han sido explorados.
Existe un osario y muchos objetos cerámicos, algunos de excelente fabricación. Entre estos, hay una bella escultura en cerámica encontrada en los muros de uno de los edificios. Esta pieza fue parte integral de la decoración de ese edificio y se encuentra elaborada en barro sin cocer.
Se piensa que corresponde a un santuario dedicado al dios de los muertos, donde hubo muchas ofrendas de figuras modeladas en arcilla, así como cerca de un centenar de individuos, constituyendo el más complejo y fastuoso rito funerario que se conoce.
Las ofrendas cubren varias capas estratigráficas, se estima que fue dedicada al señor de los muertos, cuya imagen, también modelada en arcilla, curiosamente se quedó sin cocer. El dios al que los hablantes de náhuatl llamaban Mictlantecuhtli  se encuentra sentado en un trono fastuoso, cuyo respaldo se integra al enorme tocado que luce el numen, donde están presentes cráneos humanos de perfil y cabezas de lagartos y jaguares fantásticos.

### Mictlantecuhtli

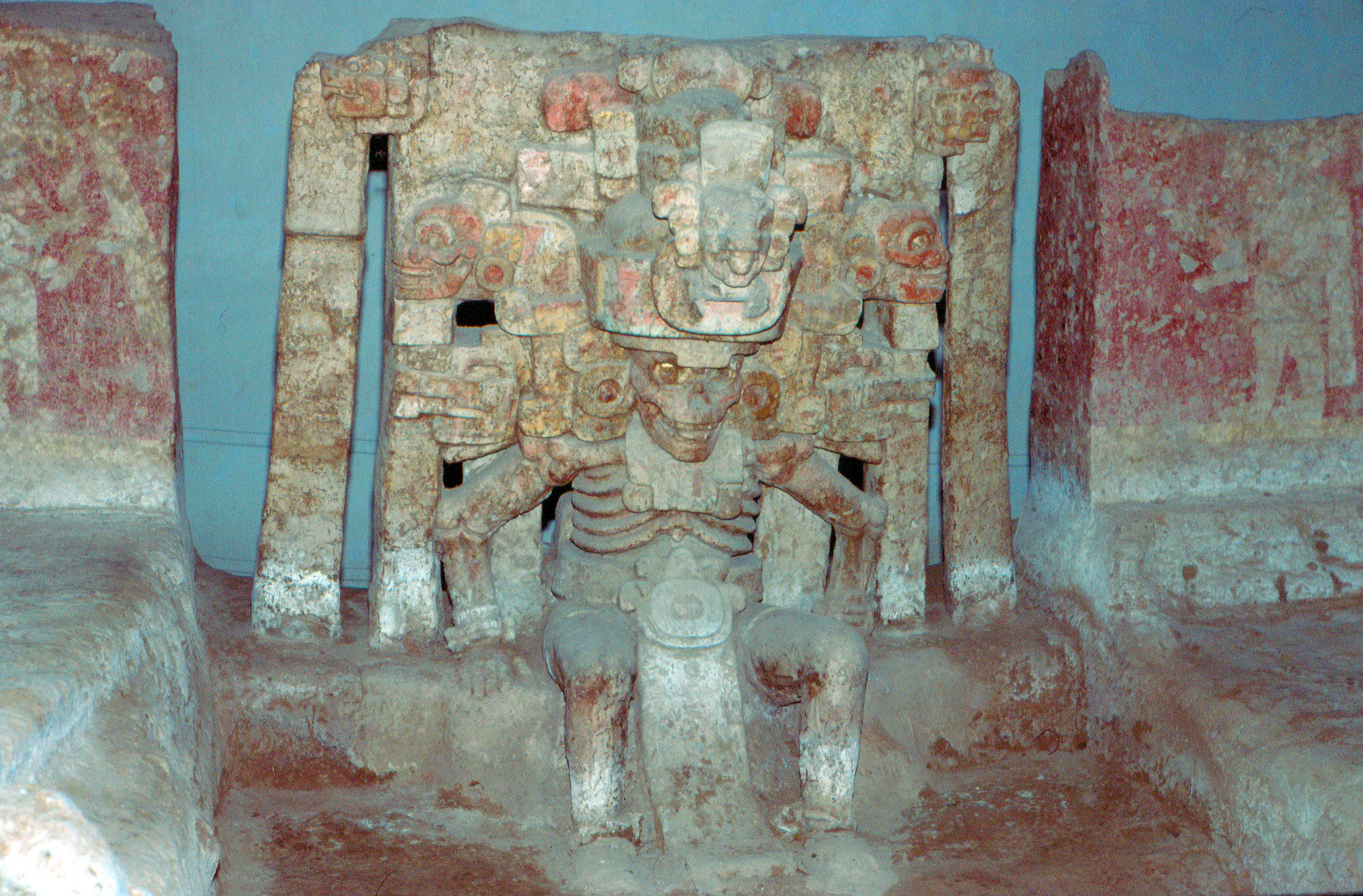
Escultura de arcilla de Mictlantecuhtli.

Se trata de una bella imagen de Mictlantecuhtli, el dios de la muerte, representado como una persona descarnada.
El señor de la Muerte es un dios que representa la esencia de la vida y la muerte, por lo que es una deidad que se representa en un estado intermedio: un muerto viviente. 
El cuerpo se muestra desencarnado, como el torso, brazos y cabeza, con algunas articulaciones visibles, huesos, costillas y cráneo expuestos. Se cree que el material con el que estaban elaborados los ojos mostraban viva la mirada, además, la lengua esta de fuera, símbolo de la oscuridad de inframundo; con esta expresión burlona se muestra la sensibilidad estética del pensamiento mesoamericano.
El miedo a la muerte y la belleza se mezclan cuando se contempla por primera vez este increíble testimonio del pasado prehispánico. Se conserva un segmento del santuario, cuyas paredes laterales estuvieron decoradas con escenas de procesiones de sacerdotes sobre fondo rojo, y con la figura del dios, su trono y su tocado; se conservan también algunos segmentos pintados del mismo color.
Por su calidad es considerada una de las manifestaciones culturales más sobresalientes de Mesoamérica, pues todas se encuentran elaboradas con barro cocido, constituyendo en su conjunto un singular estilo artístico, la mayoría de las piezas se encuentran en el Museo de Antropología e Historia de Jalapa, "El Señor de la Muerte" (Mitlantecuhtli), se encuentra en el Zapotal.
Por la fragilidad de la escultura se decidió conservarla donde fue hallada, por lo que fundó un museo de sitio.

#### La deidad Mictlantecuhtli

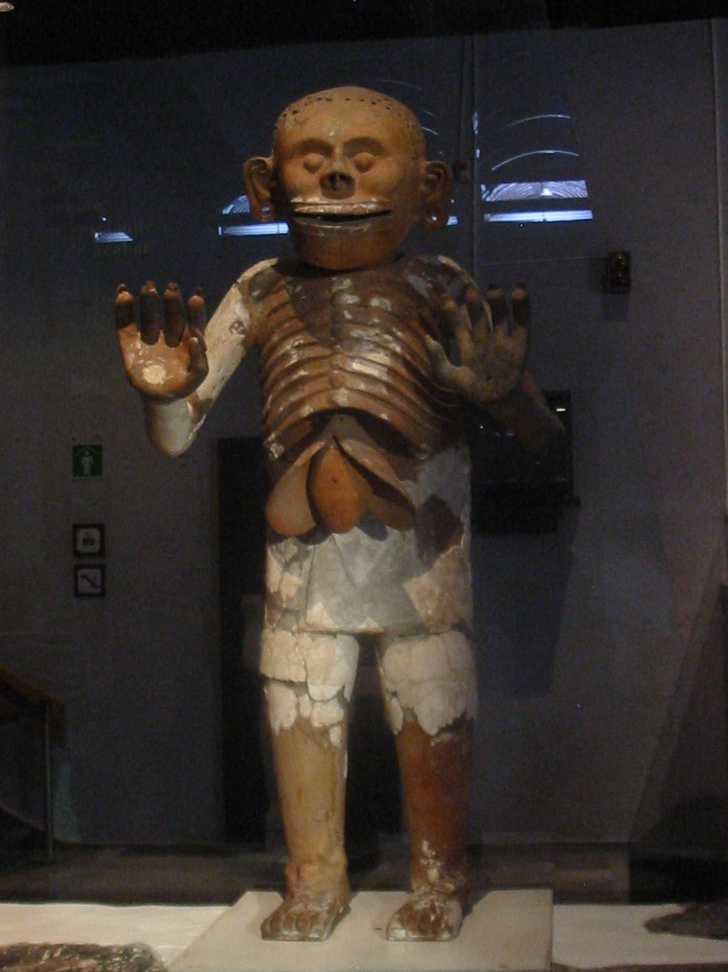
Estatua de Mictlantecuhtli en el museo del Templo Mayor en México.

Mictlantecuhtli (también Mictlantecuhtzi, o Tzontémoc): dios de la muerte y Señor de Mictlán, también dios del norte, uno de los que sostienen los cielos.
Mictlantecuhtli (palabra náhuatl que significa señor (tecuh-tli) del inframundo (mictlán)) es el dios azteca, zapoteca y mixteca del inframundo y de los muertos (no tenían concepto católico del infierno), también era llamado Popocatzin (de popoca 'fumar'), por lo tanto era el dios de las sombras. Junto con su esposa Mictecacíhuatl, regía el mundo subterráneo o reino de Mictlán. Ejercía su soberanía sobre los "nueve ríos subterráneos" y sobre las almas de los muertos. Se le representa como el esqueleto de un humano con una calavera con muchos dientes. Asociado con las arañas, los murciélagos y los búhos, al ser dibujado se representaba con cabello negro y con ojos estelares o estrellas.
La escultura de la derecha se encontró en la Casa de las Águilas, dentro del recinto sagrado donde se hallaba el Templo Mayor de México-Tenochtitlan.
Regía el día número 10 llamado Itzcuintli (perro), la trecena número 10 y su fecha especial (de nacimiento) era el 6 casa. Su versión maya es Ah Puch.

### Cihuatéotl

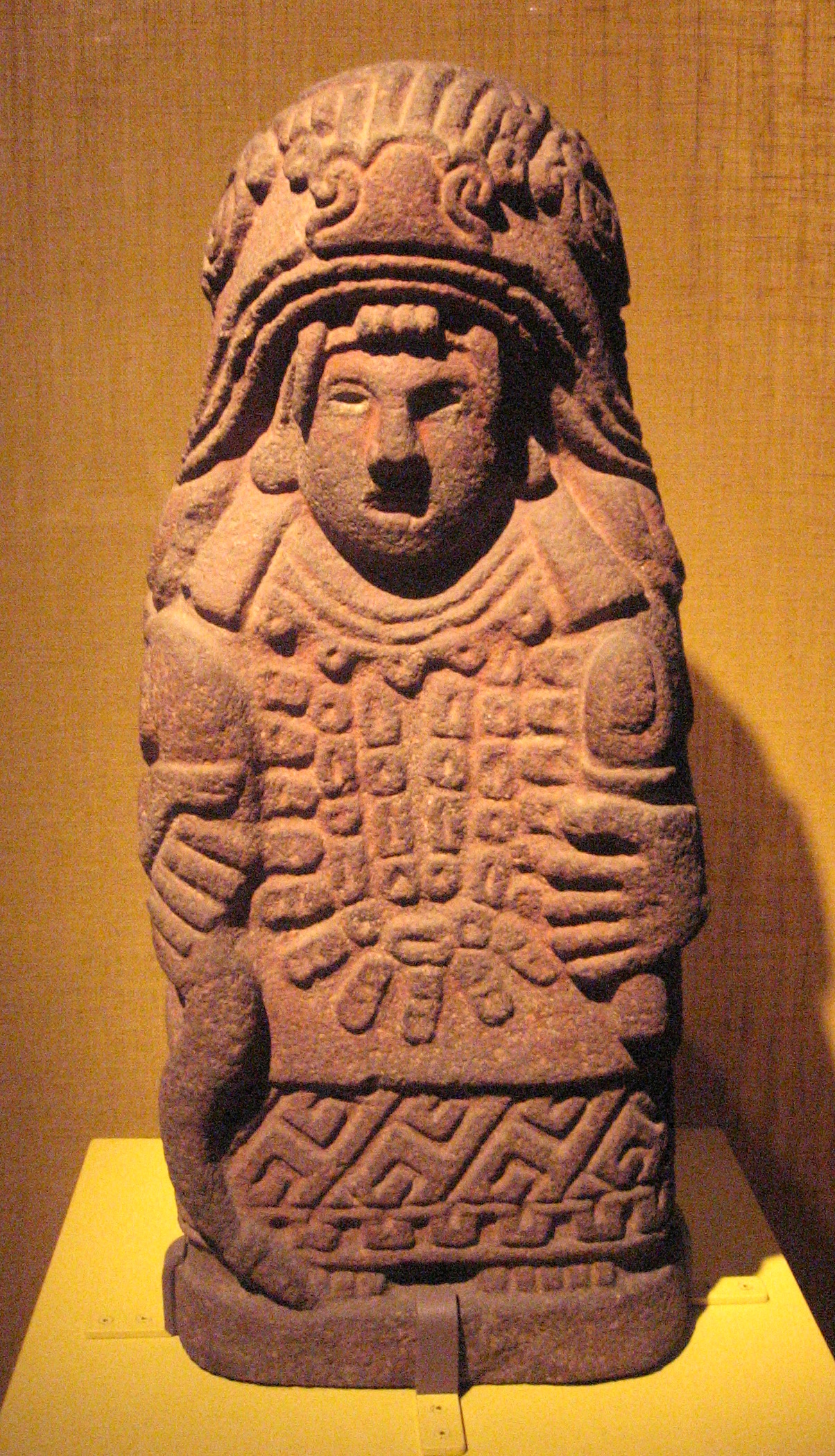
Estatua de piedra de Cihuacoatl, enmarcada en la boca de una serpiente, con una mazorca en su mano izquierda.

Mujeres diosas, guerreras, compañeras del Sol, grandiosas y eternas. Símbolo de la fertilidad y voluntad de su estirpe, ejemplo de coraje y entrega. Sus ojos cerrados, su boca abierta, el canto o la muerte, la muerte o el canto, la vida eterna y la lucha entre aquello que el hombre es y aquello que los Dioses representan.
Magníficas esculturas de barro, ejemplo de maestría y misterio, caminando hacia el Mictlán, rojas, azules, adornadas con caracoles y serpientes extraordinarias, quemando copal que agrada a los dioses del firmamento. Son las Cihuatéotl de El Zapotal, el mejor ejemplo del poder femenino, del respeto que su fuerza característica les confiere.
Tienen los ojos cerrados, como escondiendo detrás de sus párpados algo más que una mirada, escondiendo la realidad de una vida que en algún momento fue sublime. Su boca está abierta, como si expresara su dolor de madre y contara la historia que vivieron cientos de mujeres como ella.
Existen varias representaciones y nombres relacionados, en la mitología Azteca.
- Cihuacóatl: Mujer Serpiente, primera mujer en dar a luz, considerada por ello protectora de los partos

- Cihuatéotl, probablemente una derivación de la anterior deidad, la palabra náhuatl compuesta tendría el siguiente significado: cíhuatl ‘mujer’, y yōllōtl ‘corazón o interior’ (el corazón o el interior de la mujer).

- Las cihuateteo, arquetipo de las mujeres muertas en el parto.[8]

- Cihuatlán proviene de la unión de los vocablos náhuatl, cíhuatl ‘mujer’ y tlan ‘entre’; lo cual se interpreta como: "Entre Mujeres" o "Lugar Donde Abundan las Mujeres".[9]

#### Las cihuateteo
Las cihuateteo o cihuapipiltin en la mitología azteca eran espíritus, hermanas de los macuiltonaleque (dioses de los excesos), que eran almas de mujeres nobles muertas al dar a luz (mociuaquetzque). Al contrario que a las civatateo, se las honraba como a los hombres muertos en batalla.
Las cihuateteo eran pálidos esqueletos de blancas caras con garras de águila en vez de manos y vestidos de encaje decorados con tibias cruzadas.
En él Códice Borgia o códice Yoalli Ehécatl, dentro del concepto de la Gran Madre, las cihuapipiltin son el arquetipo de las mujeres que morían al dar a luz en su primer parto. Eran las cihuapipiltin (‘mujeres nobles’) o cihuateteo (‘mujeres divinas’). Estas mujeres o mocihuaquetzque, eran adoradas con amplias facetas de índole mágica; partes de sus cuerpo eran preciados objetos para los guerreros y magos que veían en ellos instrumentos mágicos. Su jerarquía les permitía ser enterradas en el patio del templo de las cihuapipiltin. De hecho, pasaban a formar parte, junto con los guerreros muertos en batalla, del séquito del sol. Eran responsabilizadas de los adulterios.
Estas mujeres aparecen nueve veces en el código, representan recién paridas, desnudas del torso con senos llenos y pesados, pliegues en el vientre y faldilla. En la lámina 46 (fig. 13) hay cuatro Cihuateteo. Su pintura corporal es amarilla con el cuerpo de perfil para mostrarnos los pliegues en el vientre, de su condición de recién paridas. Sobre el pelo negro llevan la insignia a manera de peluca hecha de papel amatzontli (‘cabellera de papel’) con adornos de plumones para indicar su carácter de mujeres sacrificadas (muertas) en la sagrada acción de concebir la vida. Sujeta el pelo ancha tira de piel adornada en la frente con un plumón de mayor tamaño. Entre este y la peluca, sobresalen dos mechones de cabello puestos verticalmente.

## Leyenda de la vainilla

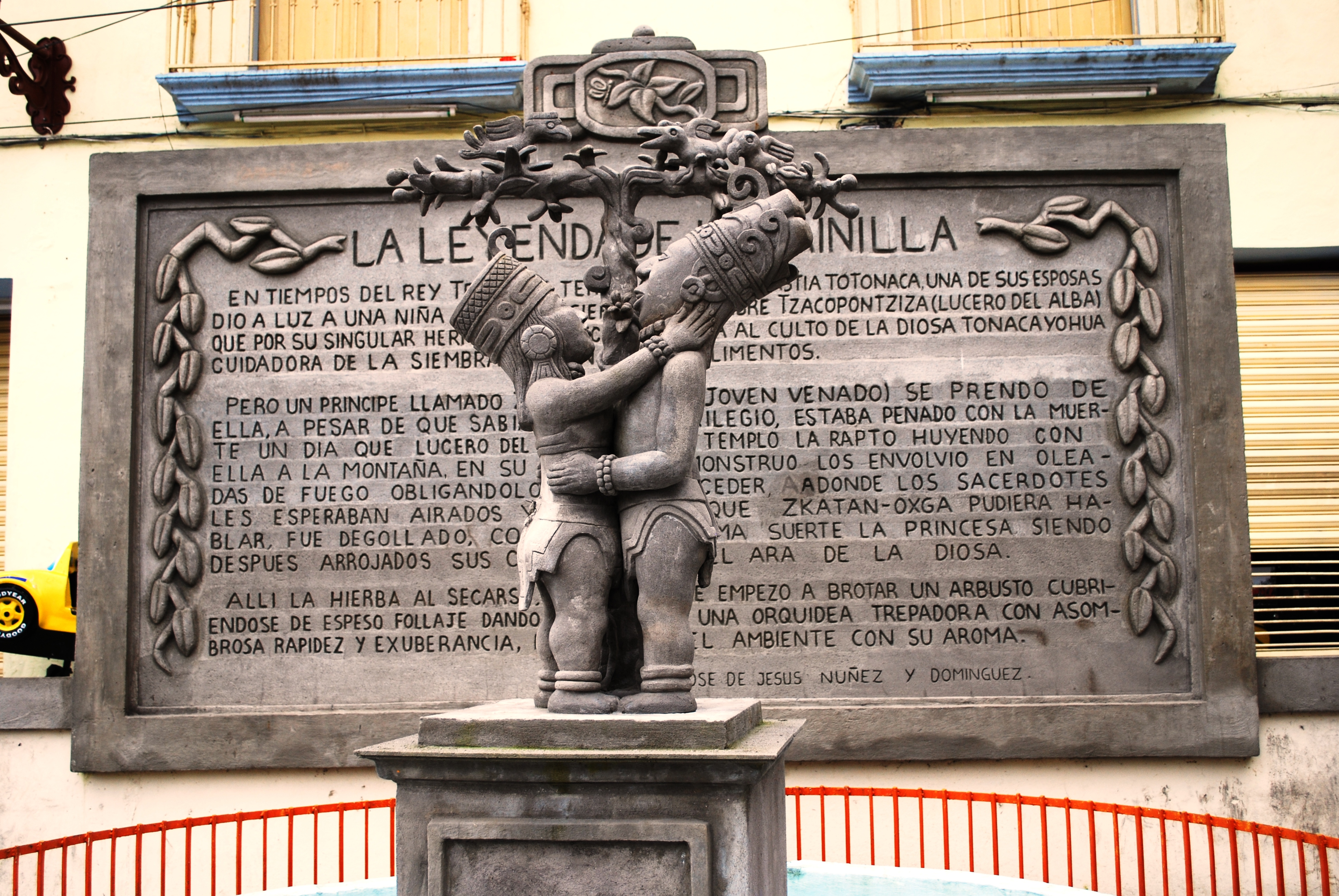
Leyenda de la vainilla.

En los tiempos del rey Yenistle III, de la dinastía totonaca, una de sus esposas dio a luz a una niña a quien llamaron Tzacopomtziza (‘Lucero del Alba’) que por su singular hermosura fue consagrada al culto de la diosa Tonacayohua, cuidadora de la siembra, el pan y los alimentos.
Pero un príncipe llamado Zkatan–Oxga (‘joven venado’) se prendó de ella, a pesar de que sabía que tal sacrilegio estaba penado con la muerte. Un día que Lucero del Alba salió del templo, la raptó huyendo con ella a la montaña, en su camino un monstruo los envolvió con oleadas de fuego obligándolos a retroceder a donde los sacerdotes los esperaban airados y antes de que Zkatan-Oxga pudiera hablar, fueron degollados, corriendo la misma suerte la princesa. Siendo después arrojados sus corazones en el ara de la diosa.
Allí, en la hierba al secarse, de su sangre empezó a brotar un arbusto,  dando nacimiento a una orquídea trepadora (la vainilla), cubriéndose de espeso follaje con asombrosa rapidez y exuberancia, perfumando el ambiente con su aroma.